# Heinrich Brandes (Offizier)
Heinrich Brandes (* 31. Oktober 1911 in Salzwedel; † 1962 vermutlich in Großenhain) war ein deutscher antifaschistischer Widerstandskämpfer, Interbrigadist und zuletzt Oberst der NVA der Deutschen Demokratischen Republik.

## Leben
Nach dem Besuch der Volksschule begann er eine Tätigkeit als Maurer. 1926 wurde er Mitglied der SAJ (Sozialistische Arbeiterjugend) und trat 1929 der SPD bei. Im April 1934 ging er in die Emigration nach Belgien und nach Beginn des Francoputsches als Freiwilliger nach Spanien. Er kämpfte bis 1939 an der Nord- und Zentralfront, sowie in Katalonien, wurde Offizier war zuletzt Politkommissar im „Thälmann-Bataillon“ der Internationalen Brigaden. In dieser Zeit trat er der KPD bei. 1939 wurde Heinrich Brandes schwer verwundet, befand sich danach in Hospitalen in Frankreich, in Internierungslagern und im KZ Miranda de Ebro. Von Februar 1945 bis Februar 1946 wurde er in Madrid in Untersuchungshaft festgehalten.
Nach seiner Rückkehr im Juli 1946 nach Salzwedel wurde er als Oberkommissar der Kreispolizei eingesetzt. Bis 1949 arbeitete er als Kreispolizeiamtsleiter in Gardelegen, wurde am 1. Mai 1949 zum Oberrat befördert und als Kommandeur der Grenzbereitschaft Erxleben eingesetzt. Von September 1949 bis Oktober 1950 besuchte Oberrat Brandes einen Sonderlehrgang in der Sowjetunion. Nach Abschluss des Lehrgangs arbeitete er zunächst als VP-Kommandeur in der VP-Bereitschaft in Eggesin, dann als Major in der Kasernierten Volkspolizei (KVP) in Torgau und Spremberg. Ein Qualifizierungslehrgang an der Hochschule für Offiziere in Dresden (1954–1955) brachte die Beförderung zum Oberstleutnant und befähigte ihn für den Einsatz als Leiter der Panzerschule der KVP in Großenhain. Nach Gründung der NVA wurde er am 31. Mai 1956 zum Oberst befördert.
Vom 1. September 1956 bis 30. April 1958 war Oberst Brandes als Nachfolger von Oberst Werner Pilz Kommandeur der 7. Panzerdivision. Danach besuchte er zwei Jahre die Akademie des Generalstabes der Streitkräfte der UdSSR, um ab 30. Mai als Kommandeur der Panzer-Offiziersschule der NVA in Großenhain eingesetzt zu werden.
Bei einem Dienstsportunfall verletzte er sich schwer, wurde mit Wirkung vom 31. Mai 1962 „wegen Untauglichkeit für den Wehrdienst“ entlassen und verstarb wenige Monate nach der Invalidisierung.

## Auszeichnungen und Ehrungen
- 1956 Hans-Beimler-Medaille
- 1957 Vaterländischer Verdienstorden in Bronze
- Medaille für Kämpfer gegen den Faschismus 1933 bis 1945
- Kampforden „Für Verdienste um Volk und Vaterland“ in Bronze
- Am 28. Februar 1989 erhielt das Aufklärungsbataillon 11 der NVA den Traditionsnamen „Heinrich Brandes“.